# Urs Zimmermann
Urs Zimmermann (født 29. november 1959 i Mühledorf) er en tidligere schweizisk professionel landevejscykelrytter. Han har stået på podiet i to af de tre Grand Tour-løb efter han sluttede på tredjepladsen i Tour de France 1986 og Giro d'Italia 1988. Han har også vundet flere andre etapeløb som Tour de Suisse, Dauphiné Libéré og Critérium International.